# Eparchia lwowska (Patriarchat Moskiewski)

Eparchia lwowska na tle podziału administracyjnego UKP PM

Eparchia lwowska (w użyciu również nazwa Eparchia lwowska i halicka) – jedna z eparchii Ukraińskiego Kościoła Prawosławnego Patriarchatu Moskiewskiego. Jej obecnym zwierzchnikiem jest biskup (od 2017 arcybiskup, od 2019 metropolita) lwowski i halicki Filaret (Kuczerow). Do 2023 r. funkcję soboru, oficjalnie tymczasowo, pełniła cerkiew Świętego Jerzego we Lwowie, która w wymienionym roku przeszła we władanie Kościoła Prawosławnego Ukrainy. Funkcję konkatedry pełni cerkiew św. Hioba Poczajowskiego w Drohobyczu.

## Czasy współczesne
W obecnym kształcie eparchia lwowska funkcjonuje od 1988, obejmując po ostatnich zmianach terytorialnych obszar obwodu lwowskiego. W 2014 liczyła 64 parafie, co czyniło Ukraiński Kościół Prawosławny Patriarchatu Moskiewskiego piątym pod względem liczby prowadzonych placówek duszpasterskich na terenie obwodu (po Kościele katolickim obrządku bizantyjsko-ukraińskiego, Ukraińskim Kościele Prawosławnym Patriarchatu Kijowskiego, Ukraińskim Autokefalicznym Kościele Prawosławnym i Kościele rzymskokatolickim). Parafie w wymienionym roku obsługiwało 72 kapłanów (w tym 2 mnichów) i 11 diakonów.
Po powstaniu nieuznających jurysdykcji Patriarchatu Moskiewskiego Ukraińskiego Autokefalicznego Kościoła Prawosławnego oraz Patriarchatu Kijowskiego większość parafii należących dotąd do eparchii wystąpiła z niej, przystępując do jednego z wymienionych niekanonicznych Kościołów. Eparchia straciła również cerkwie należące przed 1946, tj. przed wymuszoną likwidacją Cerkwi greckokatolickiej do tejże struktury.
W 2022 r. według oficjalnej strony eparchii w jej skład wchodziły 42 parafie. Według innego źródła w regionie lwowskim zarejestrowanych było 47 wspólnot uznających zwierzchność Ukraińskiego Kościoła Patriarchatu Moskiewskiego, z czego 15 przeszło po inwazji Rosji na Ukrainę do Kościoła Prawosławnego Ukrainy.

## Podział administracyjny
Eparchia w 2022 r. dzieliła się na 13 dekanatów:
- brodzki (2 parafie)
- centralny (3 parafie we Lwowie)[9]
- drohobycki (8 parafii)
- jaworowski (4 parafie, w tym jedna nieaktywna)
- mościski (2 parafie)
- radziechowski (3 parafie)
- samborski (1 parafia)
- sokalski (3 parafie)
- starosamborski (2 parafie, w tym jedna nieaktywna)
- stryjski (6 parafii)
- turczański (4 parafie)
- żółkiewski (4 parafie)
- monasterski, grupujący 2 klasztory: monaster Przemienienia Pańskiego we Lwowie (żeński) i monaster św. Onufrego w Meżyhirii w rejonie turczańskim (męski)[10].